# Daniel Lebègue
Pour les articles homonymes, voir Lebègue.
Daniel Lebègue, né le 4 mai 1943 à Lyon, est un haut fonctionnaire français. Il a été président de Transparency International France de 2003 à 2017.

## Biographie

### Jeunesse et études
Daniel Lebègue est le fils de Robert et Denise Lebègue. Il est diplômé de l'Institut d'études politiques de Lyon et ancien élève de l'École nationale d'administration (promotion Jean-Jaurès).

### Parcours professionnel

#### Haute fonction publique
En 1969, il commence sa carrière au Ministère de l'Économie et des Finances en qualité d'administrateur civil de la Direction du Trésor.
De 1974 à 1976, Daniel Lebègue est attaché financier près de l'ambassade de France au Japon.
De retour à la Direction du Trésor, il occupe successivement les postes de chef de bureau de la balance des paiements et des changes, Chef de bureau de la trésorerie, sous-directeur chargé du service épargne et marché financier.
En 1981, Daniel Lebègue est nommé conseiller technique auprès du cabinet du Premier Ministre Pierre Mauroy, chargé des affaires économiques et financières. En 1983, il devient directeur adjoint de la Direction du Trésor  puis directeur du Trésor de 1984 à 1987.
En 1987, il rejoint la Banque nationale de Paris en tant qu'administrateur et directeur général, puis devient administrateur et vice-président en 1996.
Le 17 décembre 1997, Daniel Lebègue est nommé directeur général de la Caisse des dépôts et consignations,. Il est remplacé à ce poste par Francis Mayer le 19 décembre 2002.
Depuis 2003, il est administrateur d'Alcatel, Crédit agricole SA, Technip, Scor. Parallèlement, il est président de l'Institut du développement durable et des relations internationales, président de la section française de Transparency International, coprésident d’Eurofi, président d’Epargne sans frontières.

#### Transparency International France
En 2003, Daniel Lebègue est nommé président de Transparency International France, une ONG d'ampleur internationale qui combat la corruption au sein des gouvernements.
En octobre 2008, alors qu'éclate la crise économique mondiale des années 2008 et suivantes, Daniel Lebègue fait campagne contre les hedge funds nichés dans les paradis fiscaux.
En 2011, à l'approche de l'élection présidentielle française de 2012, Transparency International France propose un « pacte éthique » à l'image du pacte écologique de Nicolas Hulot, et qui introduit le principe de « super procureur » pour couper les liens entre le Garde des Sceaux et le parquet. Daniel Lebègue affirme alors que « la démocratie française est malade » et se prononce contre le cumul des mandats.
En octobre 2012, dans le cadre de l'affaire des biens mal-acquis, Teodoro Nguema Obiang Mangue, fils du président de Guinée équatoriale, porte plainte contre Daniel Lebègue pour diffamation, Transparency International France s'étant portée partie civile dans ce procès.
En 2017, la réaction de l'opinion publique face aux éléments de l'affaire Fillon constitue pour Daniel Lebègue un « changement de culture » en France où les citoyens ne tolèrent absolument plus les techniques, mêmes indirectes, de corruption et de détournement des fonds publics pratiquées par les représentants politiques, et voit derrière ce changement le travail de fond de Transparency International.
Le 29 mai 2017, à la fin de son troisième mandat, c'est Marc-André Feffer qui lui succède.

### Autres responsabilités
Daniel Lebègue a enseigné la politique économique dans un cours à deux voix avec Philippe Jurgensen à l'Institut d'études politiques de Paris dans les années 1980. Un livre basé sur leur cours est paru en 1985, sous le titre du Trésor et la politique financière.
De 2003 à 2014, il est président de l'Institut français des administrateurs, association professionnelle des administrateurs de sociétés exerçant leurs fonctions en France. Jusqu'en 2008, il est le président du conseil d’administration de l'Institut d'études politiques de Lyon. Depuis le 20 octobre 2008 : Président de l'ORSE (Observatoire sur la responsabilité sociétale des entreprises).

## Décorations
- Chevalier de l'ordre national de la Légion d'honneur
- Chevalier de l'ordre national du Mérite

## Ouvrage
- Philippe Jurgensen et Daniel Lebègue, Le Trésor et la politique financière (cours à l'Institut d'études politiques de Paris), éditions Les Cours de droit, Paris, 1985, 3 volumes de 58 p., 175 p. et 316 p., [pas d'ISBN], (BNF 34979683).
  - Réédition : éditions Les Cours de droit, Paris, 1986, 2 volumes de 760 p. (pagination globale), [pas d'ISBN], (BNF 34970140).
  - Réédition : éditions Montchrestien, coll. « Domat économie », Paris, 1988, 1 volume de 669 p.,  (ISBN 2-7076-0387-2), (BNF 34957409).